# Green Acres (California)
Green Acres es un lugar designado por el censo ubicado en el condado de Riverside en el estado estadounidense de California. En el año 2010 tenía una población de 1.805 habitantes.

## Geografía
Green Acres se encuentra ubicado en las coordenadas 33°44′6″N 117°4′42″O / 33.73500, -117.07833.